# Buňkov
Buňkov je rybník na Neratovském potoce u obce Břehy na pravém břehu veletoku Labe. Leží převážně na území města Přelouč a částečně na území vesnice Břehy v okrese Pardubice v Pardubickém kraji v Přeloučské kotlině, která je součástí geomorfologického podcelku Pardubická kotlina. Je využíván také k chovu/lovu ryb a rekreačním aktivitám.

## Poloha a popis
S budováním vodního díla se započalo během šedesátých let 20. století. Zkolaudován byl až v roce 1973. O pět let později (1978) vznikl při jeho okraji autokemp mající na břehu rybníka písečnou pláž. Vodní dílo se vedle rekreace využívá i k chovu ryb. Na počátku roku 2009 se dělníkům podařilo zpod jeho hladiny vytáhnout i utopený traktor, který se nacházel od břehu nádrže ve vzdálenosti přesahující sto metrů. Rozloha rybníka je 53,3 hektarů, celkový objem činí 632 tis. m³, retenční objem je 285 tis. m³.
Leží v nadmořské výšce přibližně 211 metrů a rozkládá se jižně až jihovýchodně od obce (v těsném sousedství), na jeho místě byly původně neproduktivní louky. Vybudován byl v přirozené prohlubni,
dno je tvořeno převážně sedimenty, jen na části plochy (východní strana) byl původně les. Hloubka u výpustě činí 3 metry. Celková délka hráze je přes 750 metrů, šířka hráze je 4 až 8 metrů. Kromě rekreačního využití je významný i chov ryb, v 80. letech 20. století činil obvyklý roční výlov kolem 200 metrických centů ryb.

### Přístupnost
Rybník je velmi dobře přístupný po silnici II/333, která vede z Přelouče přes obec Břehy podél severního břehu rybníka do Lázní Bohdaneč. Z této silnice odbočuje místní komunikace k autokempinku.

### Turistika a cykloturistika
Podél západního a jižního okraje rybníka (z obce Břehy do vesnice Lohenice) vede značená turistická cesta pro pěší (turistická značená trasa 4290) a souběžně s ní též cyklotrasa. V roce 2015 byla u rybníka vybudována naučná stezka Kolem rybníka Buňkov a v roce 2019 také naučná stezka Za záchranu lesa.

## Galerie

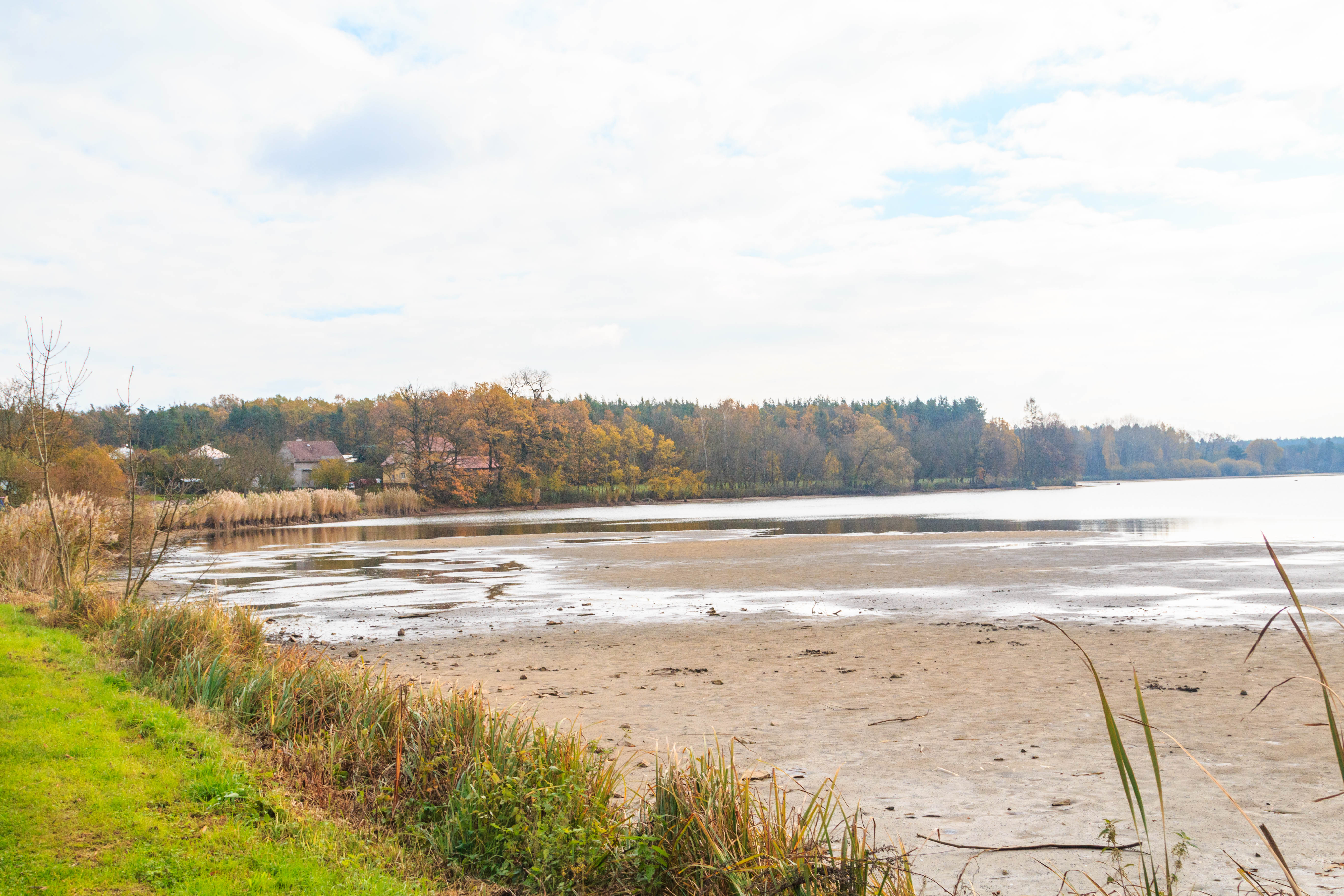
Rybník Buňkov
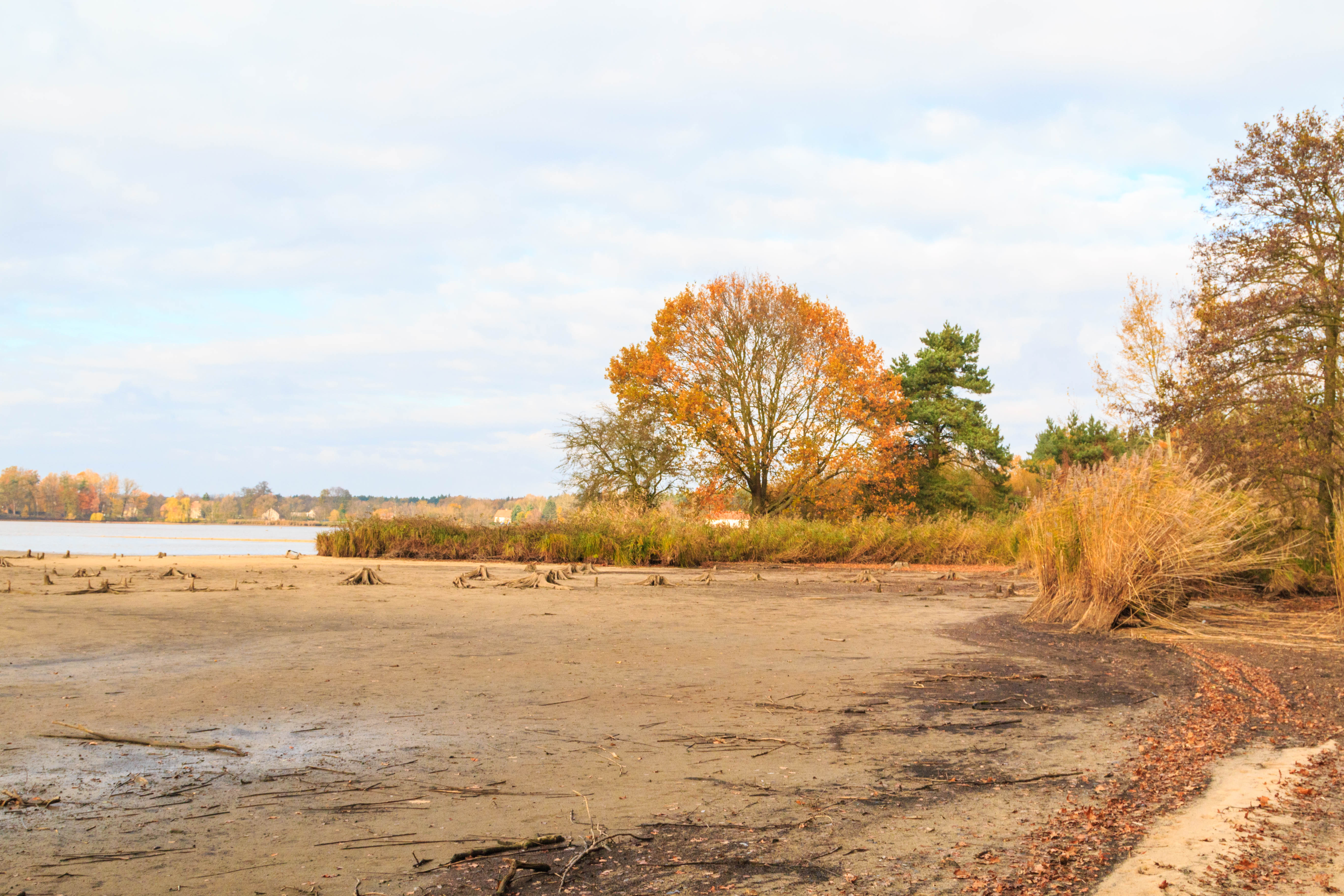
Rybník Buňkov
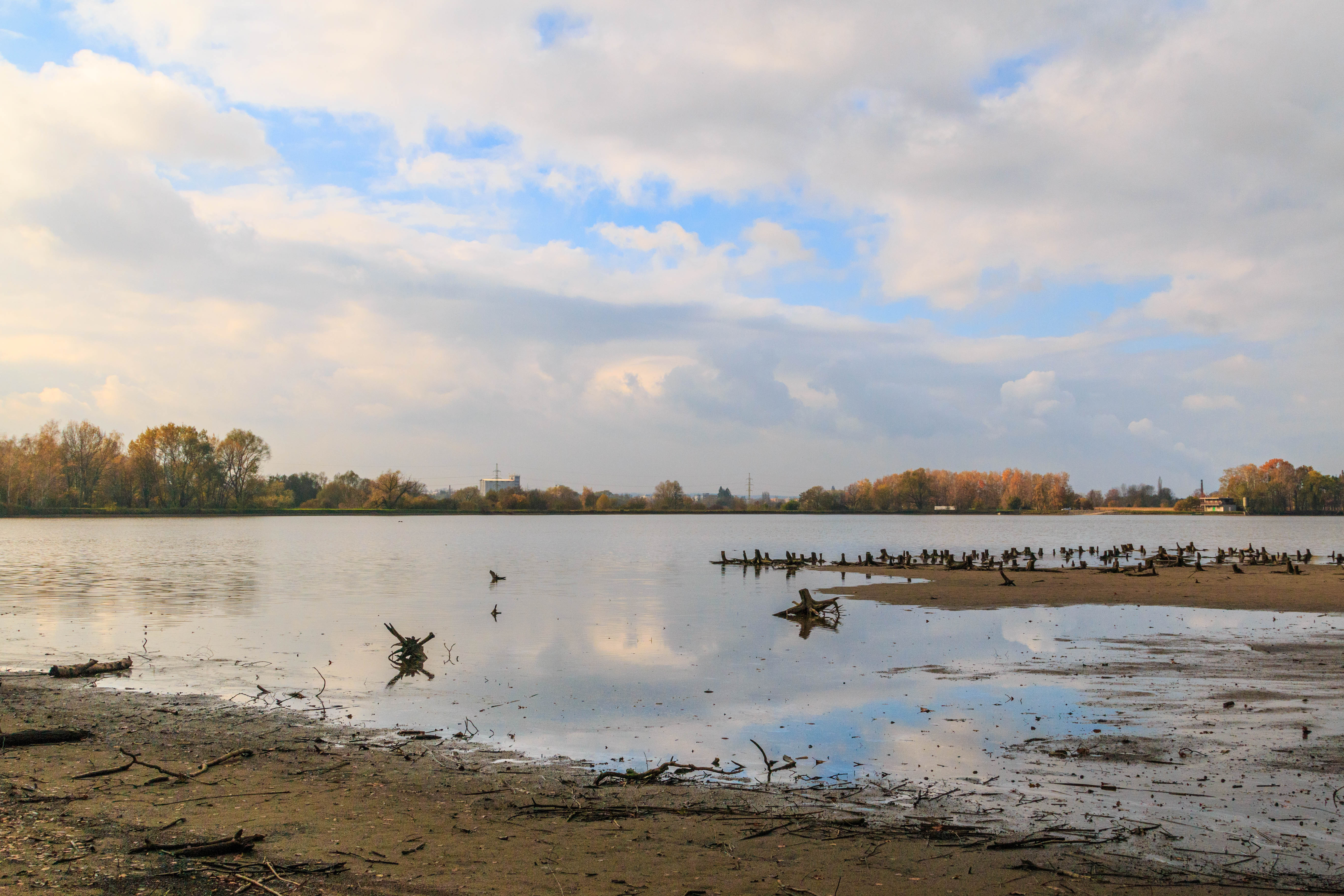
Rybník Buňkov
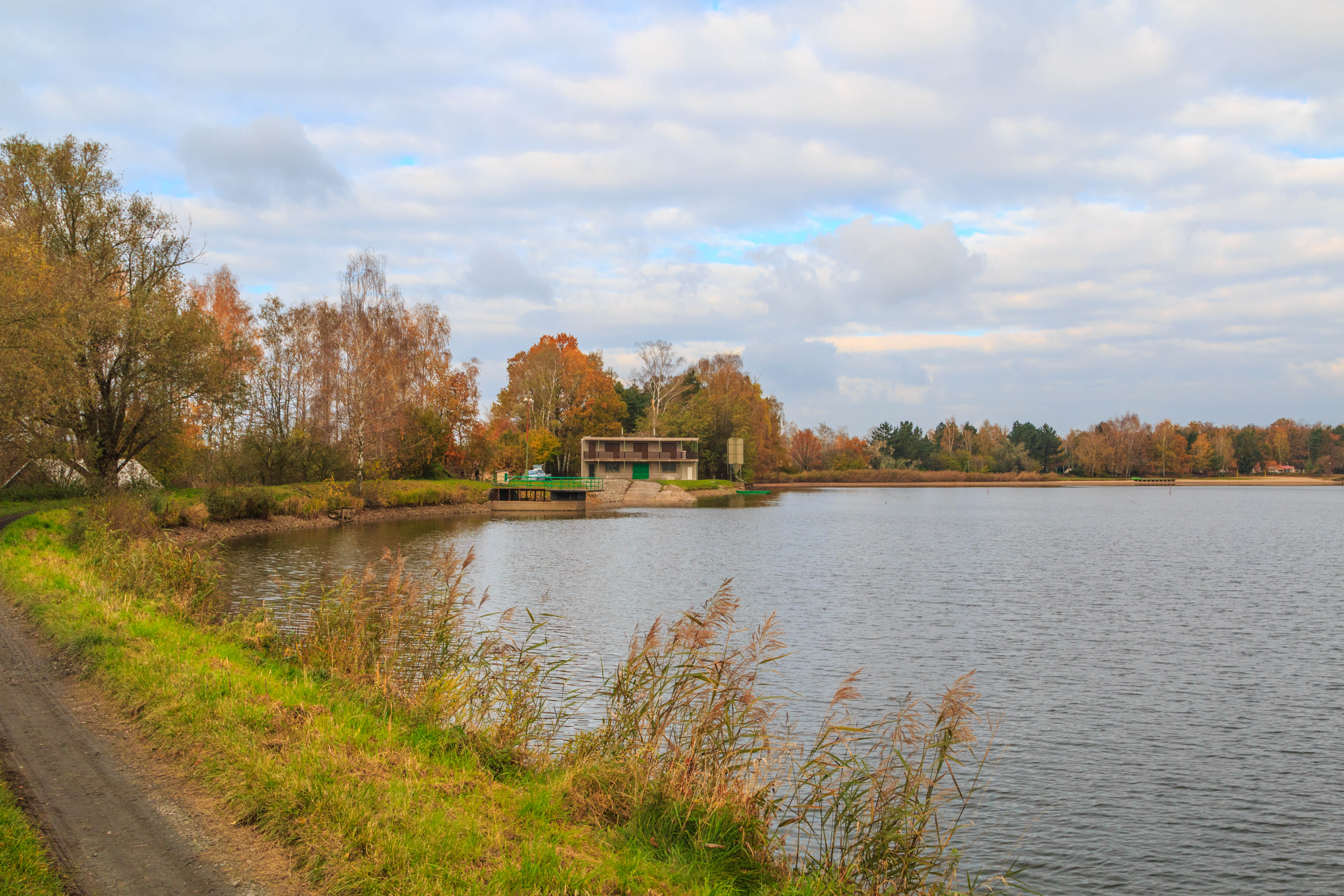
Rybník Buňkov
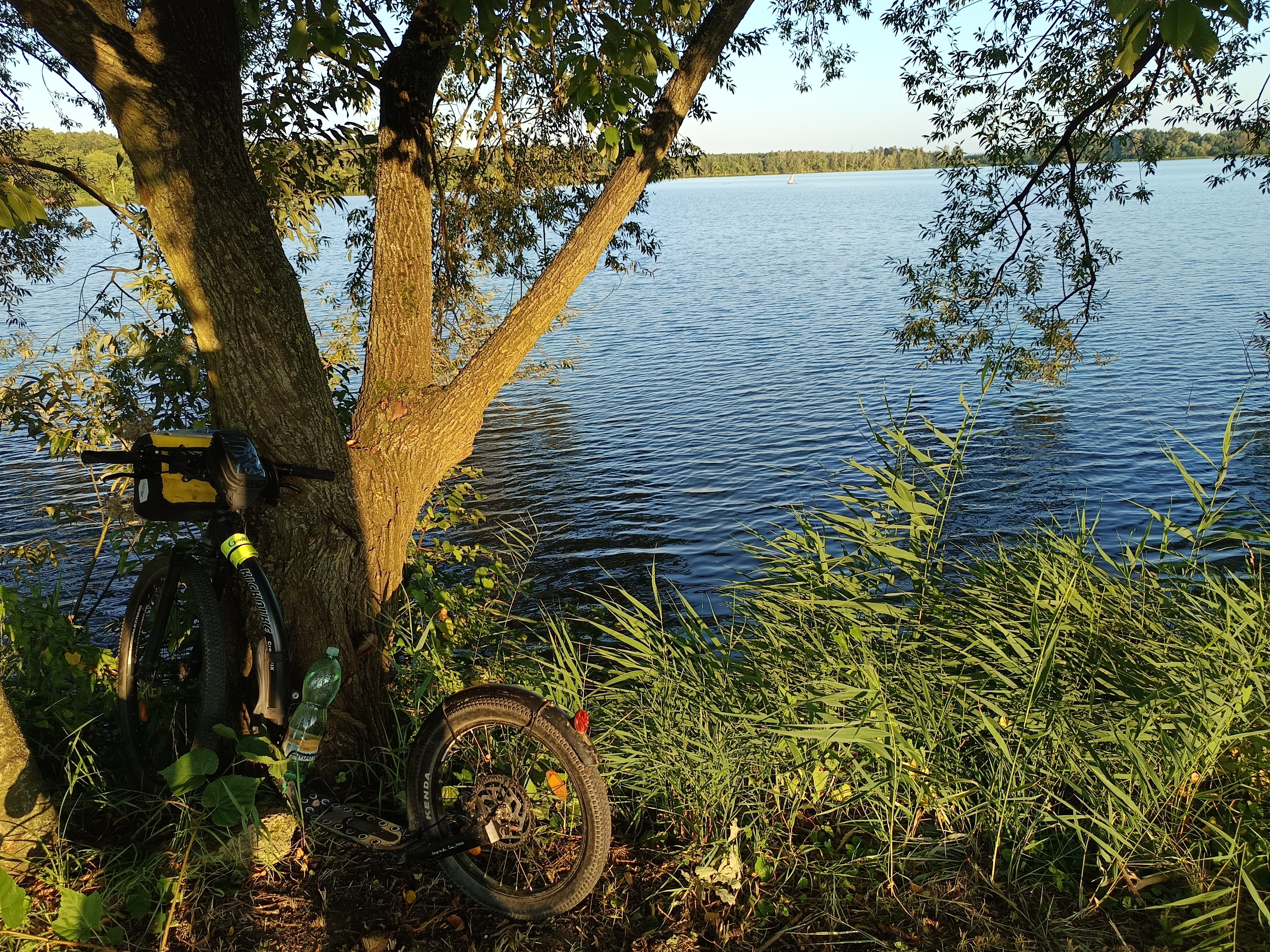
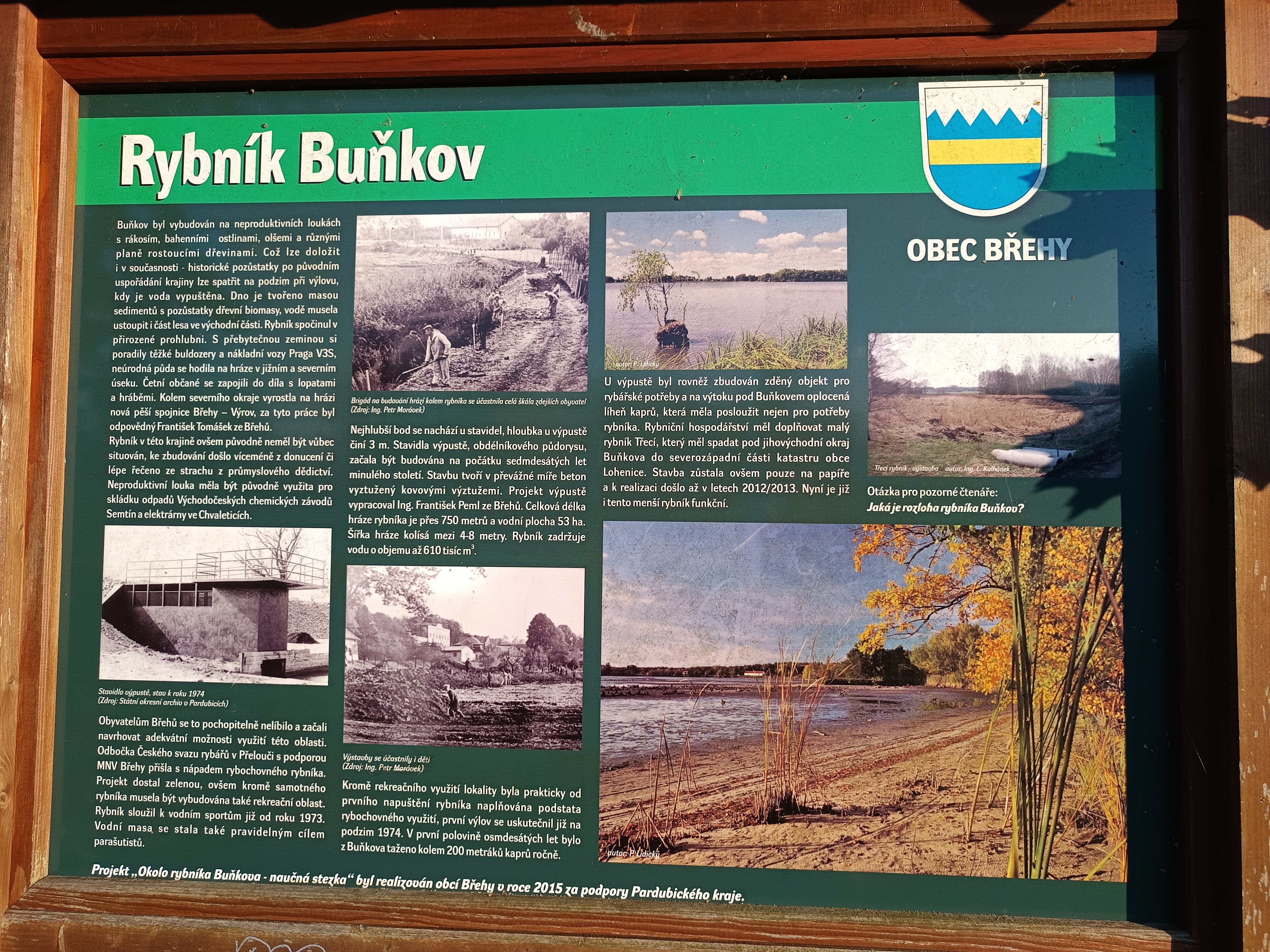